# Цугол (Могойтуйський район)
Цуго́л (рос. Цугол) — село у складі Могойтуйського району Забайкальського краю, Росія. Адміністративний центр та єдиний населений пункт Цугольського сільського поселення.

## Населення
Населення — 837 осіб (2010; 932 у 2002).
Національний склад (станом на 2002 рік):
- росіяни — 82 %